# Confessions of a Broken Heart (Daughter to Father)
 (décembre 2018).
Lindsay Lohan sort son single intitulé Confessions of a Broken Heart (Daughter to Father) en 2005, expliquant sa terrible relation avec son père et expliquant surtout ce qu'elle vit avec lui et la souffrance qu'elle a en elle. Le single, extrait de l'album A Little More Personal (Raw), connait un énorme succès dans le monde[réf. nécessaire] et atteint même les cinq premières places[réf. nécessaire].
Confessions of a Broken Heart réapparaît en 2008 et rencontre encore une fois le succès.